# Chien de compagnie

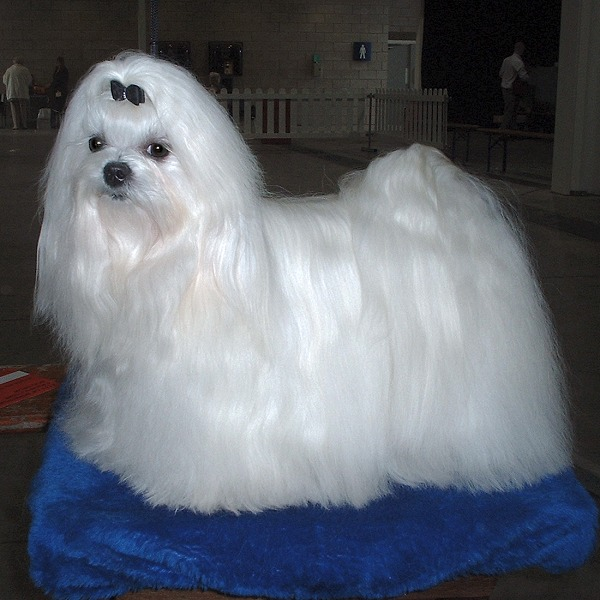
Le bichon maltais est une race principalement utilisée comme chien de compagnie.

Un chien de compagnie, ou chien d'agrément, est un chien qui n'a pas d'utilité particulière, au sens où il ne sert pas aux êtres humains (chien de garde, de chasse, guide d'aveugle, etc.), à part pour leur « tenir compagnie ». Il s'agit le plus souvent de chiens bâtards, ainsi que de chiens correspondant aux races du groupe 9 de la nomenclature FCI, mais ils peuvent aussi appartenir aux autres groupes (par exemple, le beagle ou le Labrador, bien que chiens de chasse, sont prisés comme animaux de compagnie). 
La classification en chien de compagnie et d'utilité est systématisée pour la première fois par John Caius dans son De Canibus Britannicis en 1570.